# Prasiés (Réthymnon)
Prasiés, en grec moderne : Πρασιές, est un village du dème de Réthymnon, en Crète, en Grèce. Selon le recensement de 2011, la population de Prasiés compte 133 habitants. Le village est situé à une altitude de 340 m et à 11,5 km de Réthymnon.

## Recensements de la population
| Recensements | 1900 | 1920 | 1928 | 1940 | 1951 | 1961 | 1971 | 1981 | 1991 | 2001 | 2011 |
| ------------ | ---- | ---- | ---- | ---- | ---- | ---- | ---- | ---- | ---- | ---- | ---- |
| Population   | 150  | 243  | 224  | 270  | 234  | 204  | 125  | 129  | -    | 115  | 133  |